# Elias Auerbach
Elias Auerbach, auch Eliyahu Orbakh (hebräisch אליהו אורבך; geboren 28. Juli 1882 in Ritschenwalde, Deutsches Reich; gestorben 15. Juli 1971 in Haifa), war ein israelischer Mediziner und Autor. 

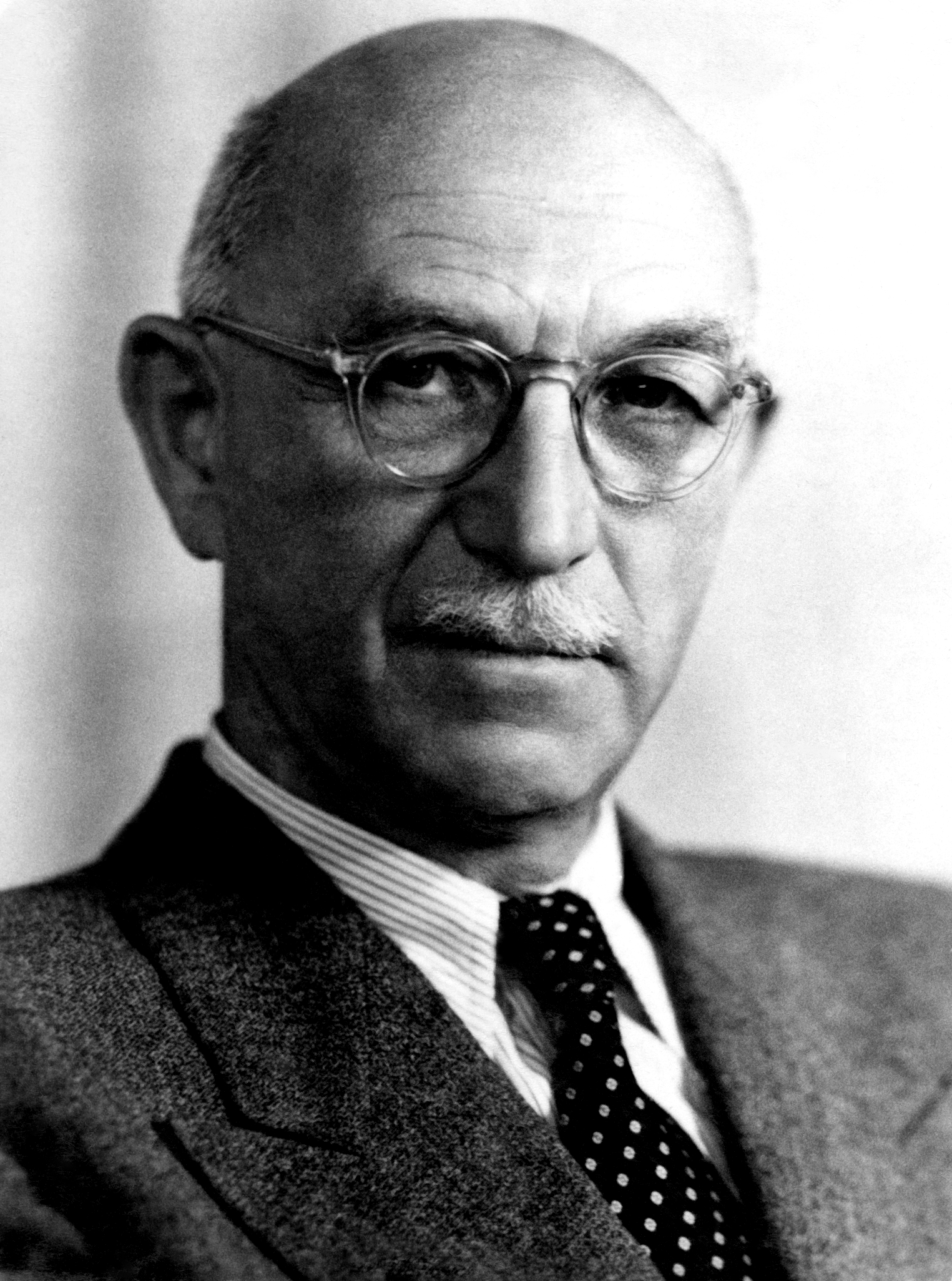
Elias Auerbach (1957)

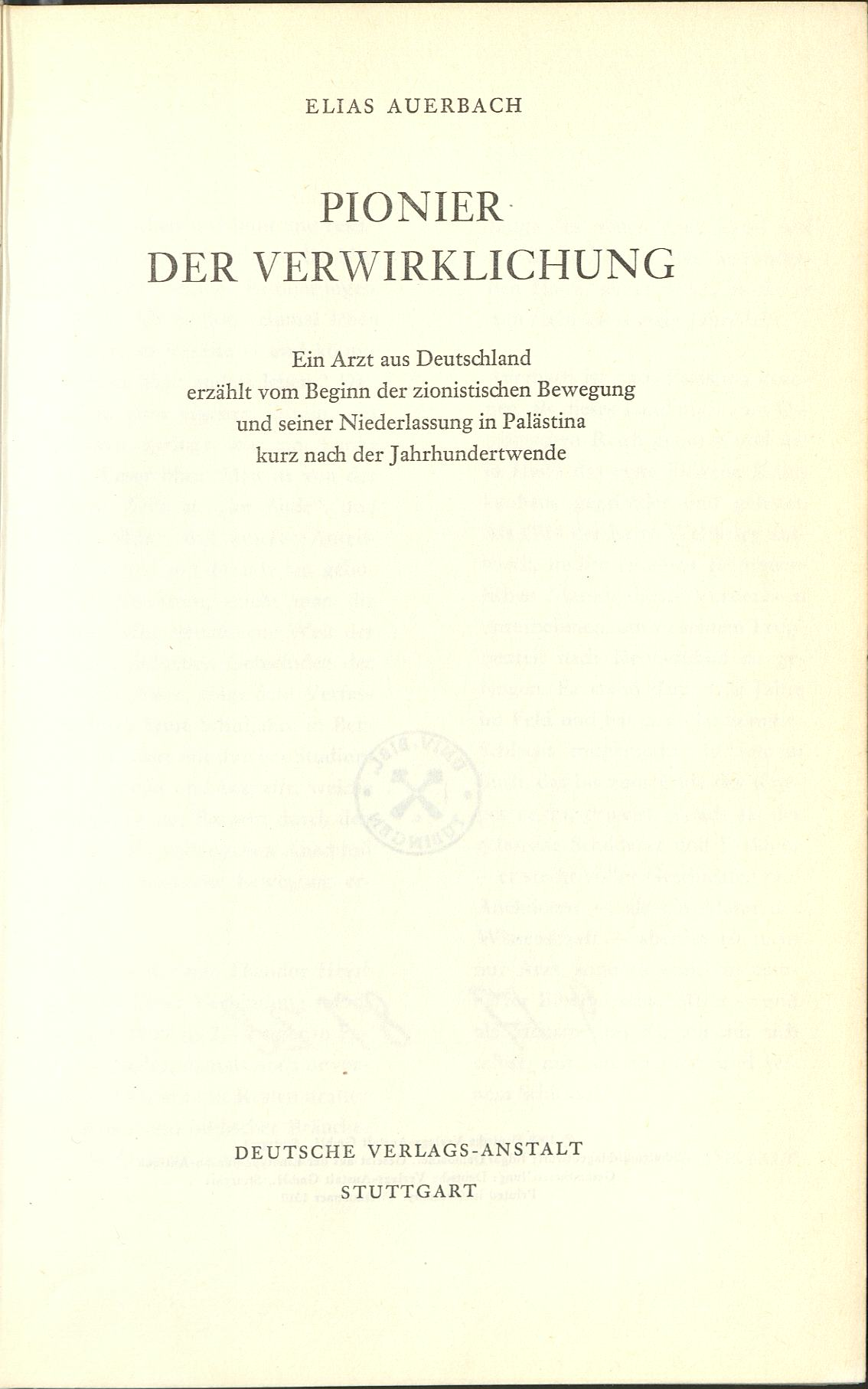
Autobiografie (1969)

## Leben
Elias Auerbach war das jüngste Kind des Rabbiners Baruch Menachem Auerbach in Ritschenwalde in der preußischen Provinz Posen. Er besuchte die Elementarschule. 1890 zog die Familie nach Berlin, wo er ab 1893 das Königstädtische Gymnasium absolvierte. Auerbach studierte ab 1900 Medizin an der Universität Berlin und wurde 1905 mit der Dissertation „Innervation der Hirngefäße“ promoviert. Er eröffnete als niedergelassener Arzt eine Praxis in Berlin-Wilmersdorf. 
Er war Mitgründer der zionistischen Studentenverbindung VJSt Hasmonäa und wurde später auch Mitglied der VJSt Jordania München. Er war Mitglied im Sportverein Bar Kochba. Im Jahr 1903 nahm er als journalistischer Beobachter am 6. Zionistenkongress in Basel teil, ebenso 1905 in Basel und 1907 in Den Haag.
Er heiratete 1909 Rachel Rosenthal, sie hatten zwei Kinder. Sie emigrierten 1909 nach Palästina. In Haifa war er Mitgründer der ersten jüdischen Gemeinde und er richtete in seiner Praxis die erste jüdische Krankenstation ein. Er war 1912 Gründer des Sportvereins Maccabi Haifa. Bei Kriegsausbruch 1914 erhielt er einen Gestellungsbefehl des Deutschen Heeres und machte sich auf die Reise ins Deutsche Reich, andernfalls befürchtete er, dass er im osmanischen Reich zum Kriegsdienst eingezogen würde. Er wurde als Militärarzt an der Front eingesetzt. Seine Frau starb 1919 in Wronki an der Spanischen Grippe, Auerbach heiratete Grete Heilborn und hatte mit ihr zwei weitere Kinder.
Seine Rückkehr gelang erst 1920, da er für die britische Mandatsmacht in Palästina als ehemaliger Kriegsgegner galt. In Haifa spezialisierte er sich nun als Facharzt für Gynäkologie. Von 1930 bis 1933 hielt er sich in Berlin auf, da seine Frau erkrankt war und in Berlin behandelt wurde. Er lehrte in dieser Zeit Bibelwissenschaft an der Hochschule für die Wissenschaft des Judentums. Zwischen 1932 und 1936 erschienen die zwei Bände seines Hauptwerks „Wüste und Gelobtes Land“. 
Auerbach/Orbakh wurde 1942 für die Partei der deutschen Einwanderer Alija Chadascha in den Stadtrat von Haifa gewählt und übernahm den Fraktionsvorsitz. Außerdem wurde er 1944 als Abgeordneter in die jüdische Repräsentantenversammlung Assefat Hanivcharim gewählt. Mit Gründung des Staates Israel 1948 schied er aus der aktiven Politik aus und konzentrierte sich auf den Arztberuf, in dem er 1959 in Pension ging. Er veröffentlichte 1969 in deutscher Sprache noch eine Autobiografie, die 1997 postum auch in hebräischer Übersetzung erschien.
1960 wurde er zum Ehrenbürger der Stadt Haifa ernannt.

## Schriften (Auswahl)

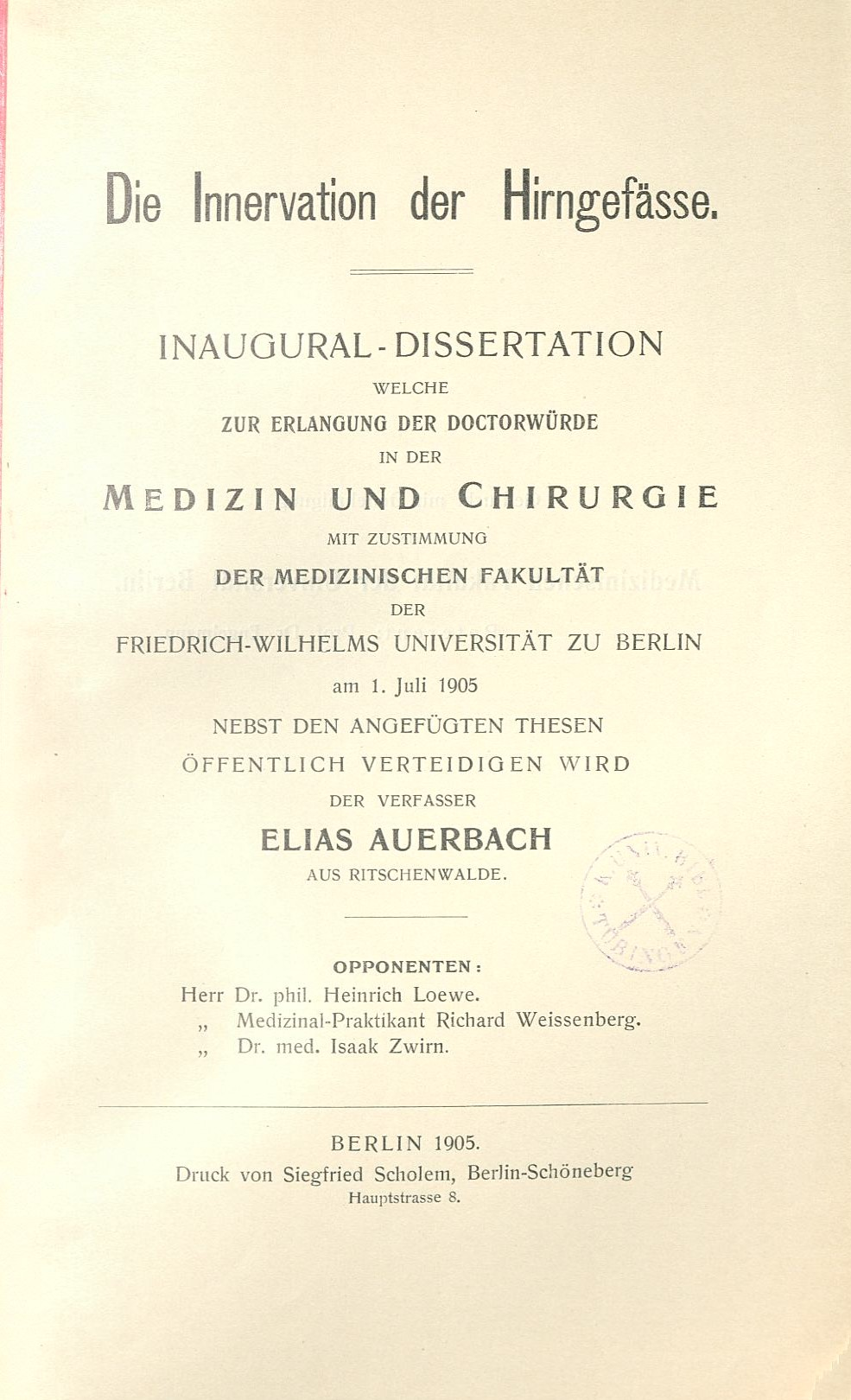
Dissertation 1905

- Die Innervation der Hirngefäße. Berlin, Univ., Diss., 1905
- Die jüdische Rassenfrage. In: Archiv für Rassen- und Gesellschaftsbiologie, 1907 Heft 3, Seite 332ff.
- Palästina als Judenland. Berlin: Jüdischer Verlag, 1912
- Die Prophetie. Berlin: Jüdischer Verlag, 1920
- Joab : Ein Heldenleben. Jugendbuch. Berlin: Jüdischer Verlag, 1920
- Wüste und Gelobtes Land. Band 1. Geschichte Israels von den Anfängen bis zum Tode Salomos. Berlin: Schocken, 1932
- Wüste und Gelobtes Land. Band 2. Geschichte Israels vom Tode Salomos bis Ezra und Nehemia. Berlin: Schocken, 1936
- Moses. Amsterdam: Ruys, 1953
- Pionier der Verwirklichung: ein Arzt aus Deutschland erzählt vom Beginn der zionistischen Bewegung und seiner Niederlassung in Palästina kurz nach der Jahrhundertwende. Stuttgart: Deutsche Verlags-Anstalt, 1969